# آنت نوربری
آنت نوربری (انگلیسی: Anette Norberg؛ زادهٔ ۱۲ نوامبر ۱۹۶۶) ورزشکار کرلینگ اهل سوئد بود.